# Руда масть

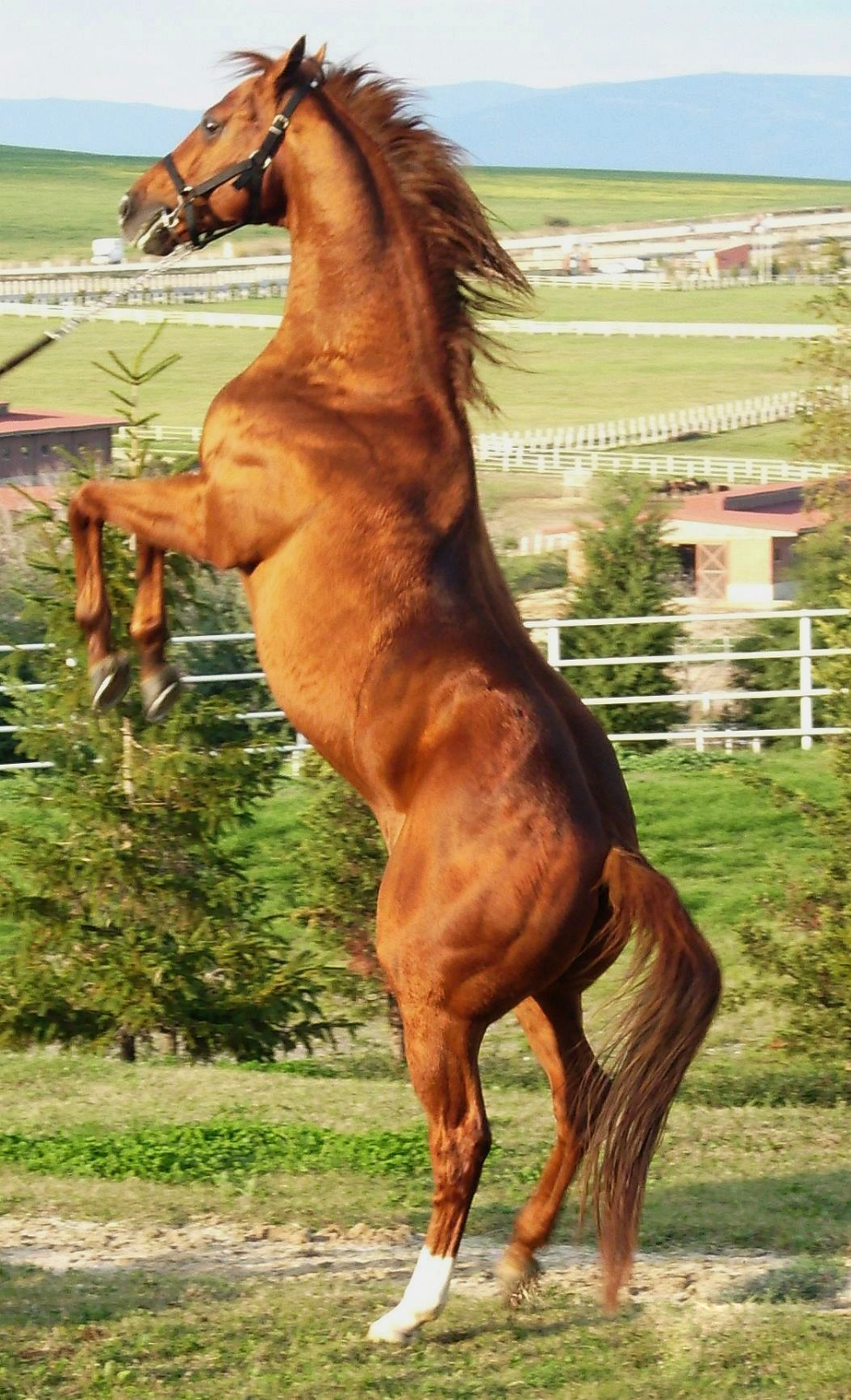
Рудий кінь.

Руд́а масть — одна з базових мастей коней, що характеризується наявністю пігменту феомеланіну, меланіну, що відповідає за рудий колір шерсті та волосся. Руді лошата зазвичай народжуються світлішими, ніж дорослі руді коні, а колір шкіри при народженні рожевий або рожевувато-сірий, що впродовж перших днів життя темніє до темно-сірого відтінку і таким залишається на все життя, окрім областей з білими відмітинами.

## Опис

### Головні ознаки
- Рівномірне руде забарвлення голови, тулуба, кінцівок, гриви і хвоста, що є типовим відтінком рудої масті. Інші відтінки рудої генетично ідентичні до типового прояву цієї масті, тому відтінок описується окремо від самої назви масті.
- Колір шкіри, копитного рогу - темно-сірий за замовчуванням, коли немає білих відмітин або інших факторів впливу, незалежних від рудої масті.
- Поруч з вороною та гнідою мастями є однією з базових, типовий прояв рудої масті легко відрізнити від інших базових мастей.

### Відтінки рудої масті
Відтінки — лише візуальна характеристика масті коней, що не має генетичного підпорядкування, оскільки відтінок однієї і тої самої масті може суттєво змінюватися під впливом навколишнього середовища та на різних стадіях розвитку організму (впродовж життя коня). Спрогнозувати відтінок рудої масті у лошати неможливо: усі коні рудої масті, навіть найтемніші в дорослому віці, народжуються рудими і лише з віком мають можливість змінювати відтінок на інший. Виділяють наступні відтінки рудої масті коней:
- Світло-руда (рудо-підласа, руда з освітленим захисним волоссям)
- Руда (типова руда, вогняно-руда)
- Темно-руда (вугільно-руда)
- Бура
- Ігренева (світло-ігренева, темно-ігренева)

З розумінням таких відтінків, як світло-руда чи темно-руда все досить просто: це або світліший, або темніший (насиченіший) за типовий прояв основного кольору шерсті і волосся рудої масті. Головною ознакою таких відтінків є рівномірний прояв освітлення чи затемнення відповідно, проте у тому випадку, коли зміна кольору нерівномірна по тілу — йде мова про інші відтінки рудої масті. Стосовно визначення таких незвичайних проявів рудої масті все стає складнішим: досить часто відомості про термінологію таких відтінків протирічні, а деколи опис з затверджених документів зовсім не відповідає дійсності, тому для уникнення плутанини наступну інформацію подано відповідно до актуальних іншомовних джерел.
Бура має темінший, насиченіший колір тулуба за типовий прояв рудої масті, але захисне волосся (грива, хвіст, фризи) залишаються рудими, що відрізняє буру від темно-рудої.
Вугільно-руда має окремі затемнені області на тілі рудого коня, це, наприклад темніший колір захисного волосся та затемнені області суглобів та пут коня. Нерідко вугільно-руда поєднується з іншими відтінками рудої масті, наприклад, з темно-рудою, і тоді кінь виглядає настільки темним, що його масть легко сплутати з вороною, бо кінь виглядає майже чорним, проте генетично він рудий.
Зрідка тулуб, грива і хвіст бувають настільки темного відтінку, що нагадують прояв наявності чорного пігменту у волоссі, проте насправді це лише значне накопичення рудого. Для того, щоб не сплутати такого коня з гнідим чи вороним, варто подивитися на його ноги: якщо вони не чорні (як типові "чорні мітки" гнідої масті) та не контрастують на фоні тулуба, то кінь рудий. У разі сумніву варто звертати особливу увагу на область пута та вух коня, саме там потрібно виявити або спростувати на наявність чорний колір шерсті.
Руда з освітленим захисним волоссям і ігренева подібні між собою наявністю білих гриви, хвоста, фризів (подовженого волосся на ногах коня), проте різниця між ними в мінливості і яскравості прояву: за ігреневого відтінку рудої масті захисне волосся завжди вибілене і в гриві, і в хвості, освітлене постійно. В той час як у рудої з освітленим захисним волоссям білим може бути лише хвіст або грива, кольорова гама волосся в такому випадку повсякчас має можливість змінюватись протягом всього життя коня. Ігреневий відтінок може поєднуватись з іншими відтінками рудої масті, проте головною умовою виділення його як окремого відтінку залишається позбавлене кольору захисне волосся — світло-ігреневий, типовий ігреневий, темно-ігреневий тощо.
У складних випадках звертаються до спеціалістів та ДНК-тестування на відповідність генотипу рудої масті.

Відтінки рудої масті за породами.
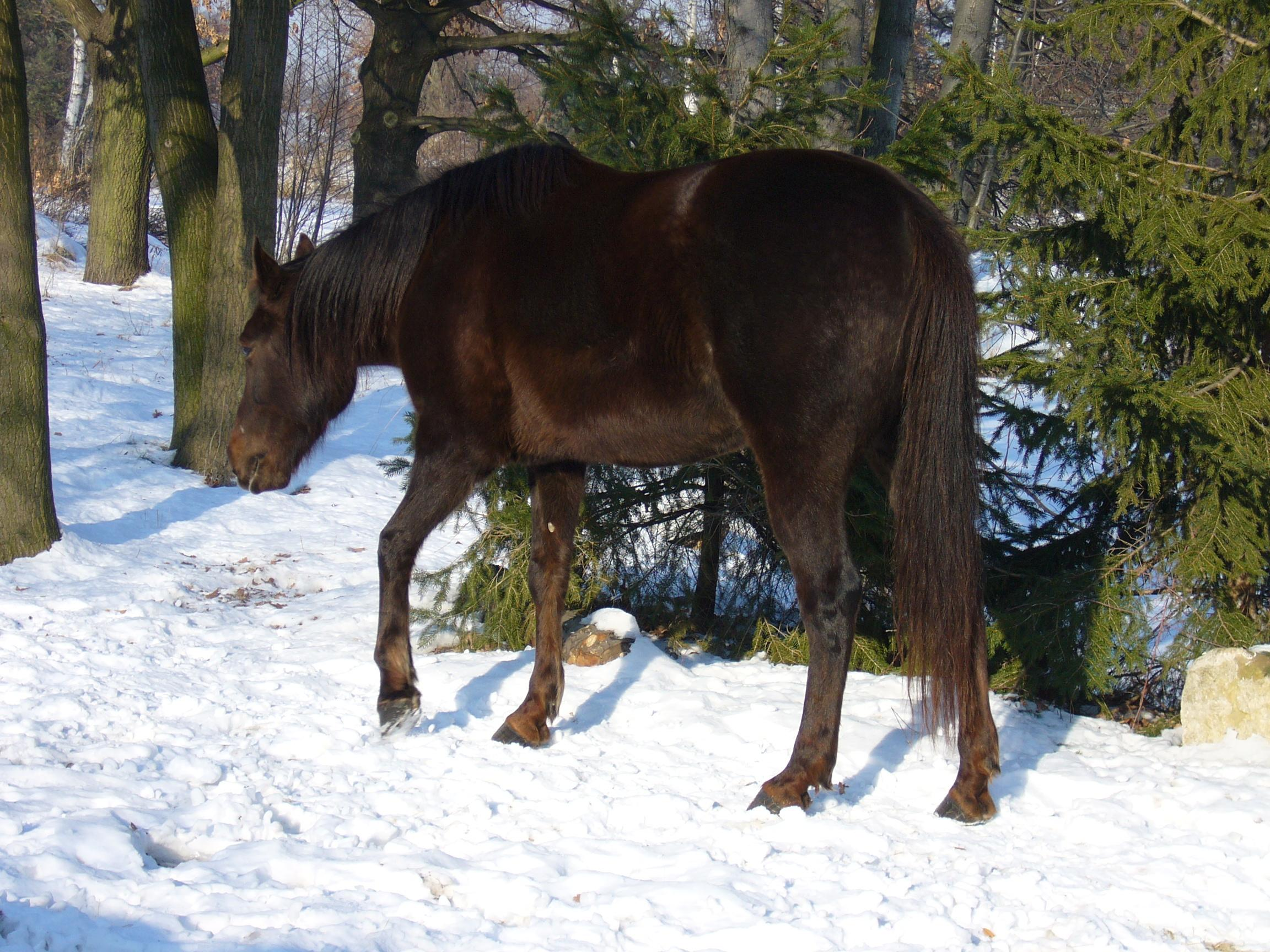
Кінь теплокровної групи порід темно-вугільно-рудої масті.
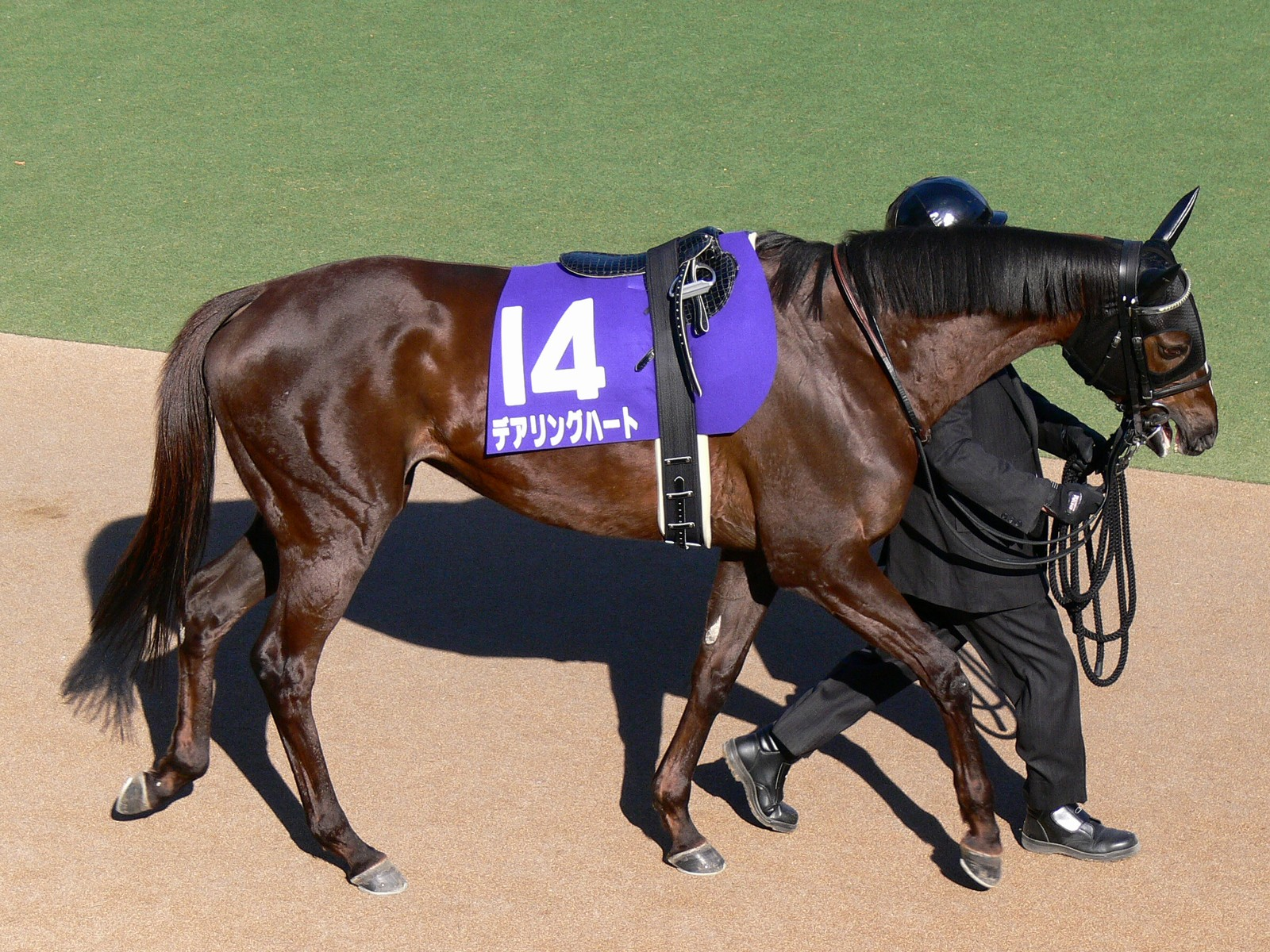
Кінь чистокровної верхової породи темно-вугільно-рудої масті з блиском шерсті.
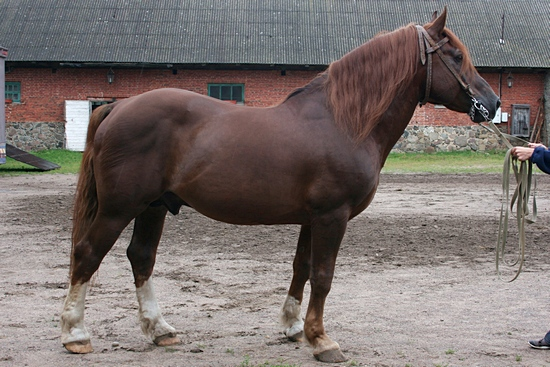
Кінь торійської породи темно-рудої масті.
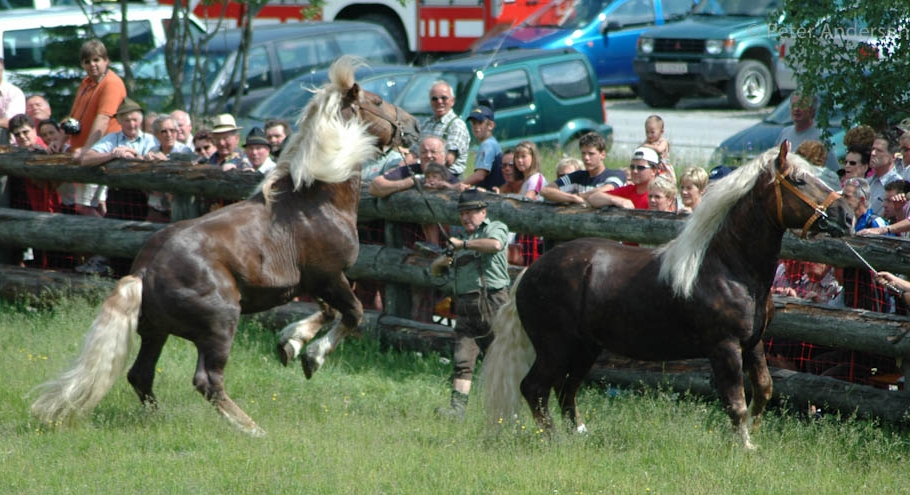
Коні породи норікер темно-ігреневого відтінку рудої масті.
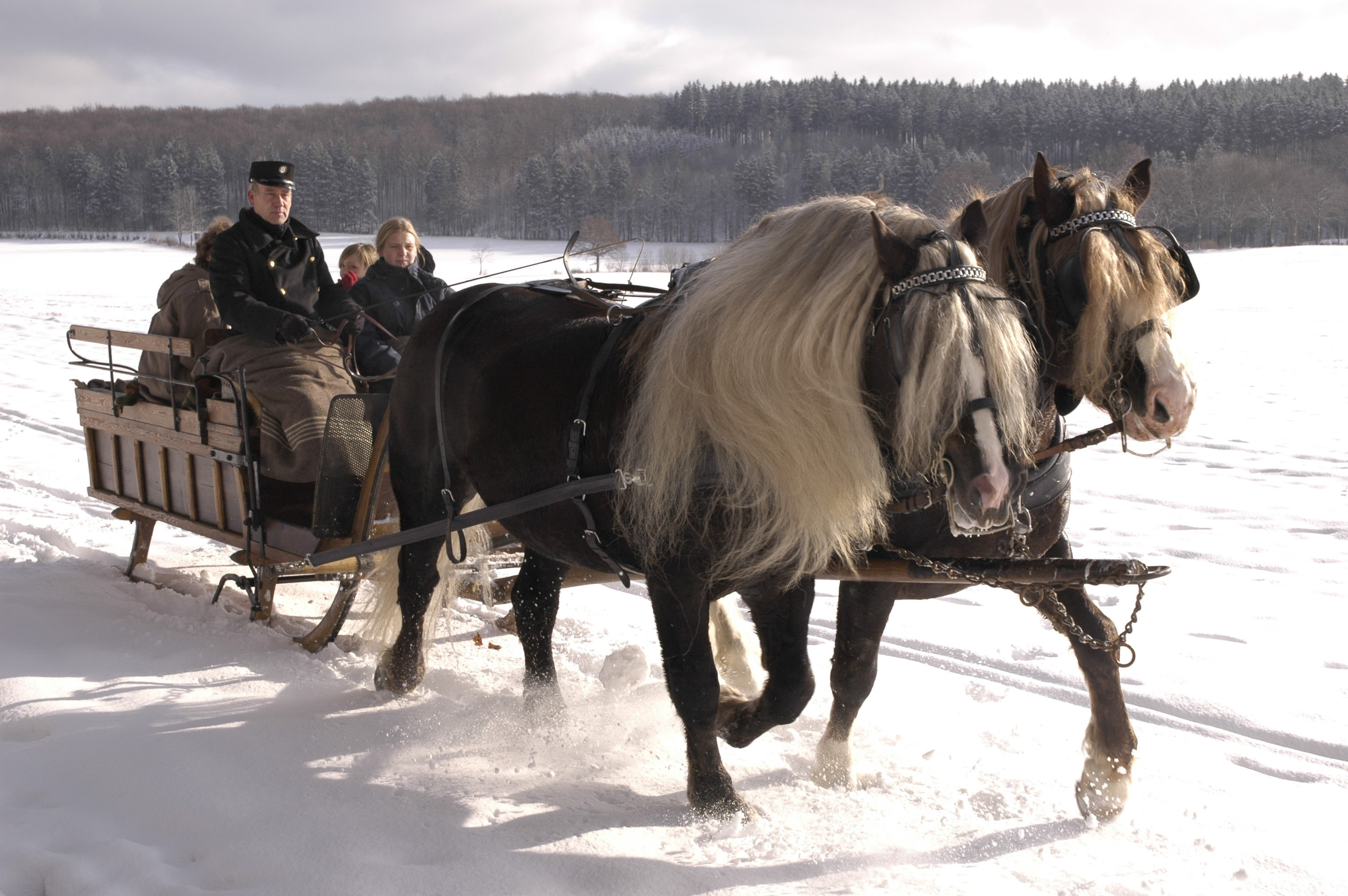
Коні шварцвальдської породи темно-ігреневого та бурого відтінків рудої масті.
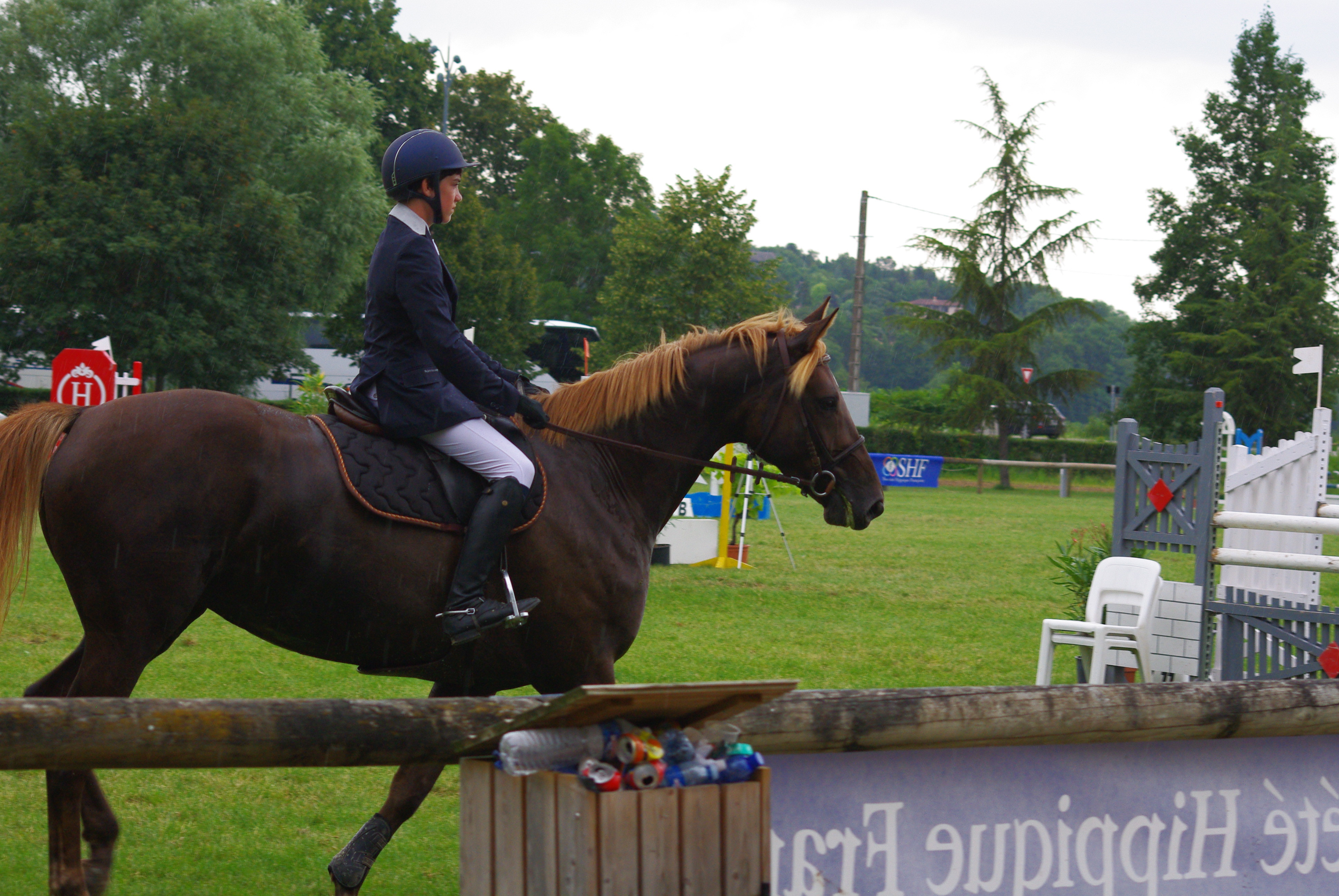
Кінь теплокровної групи порід бурого відтінку рудої масті.
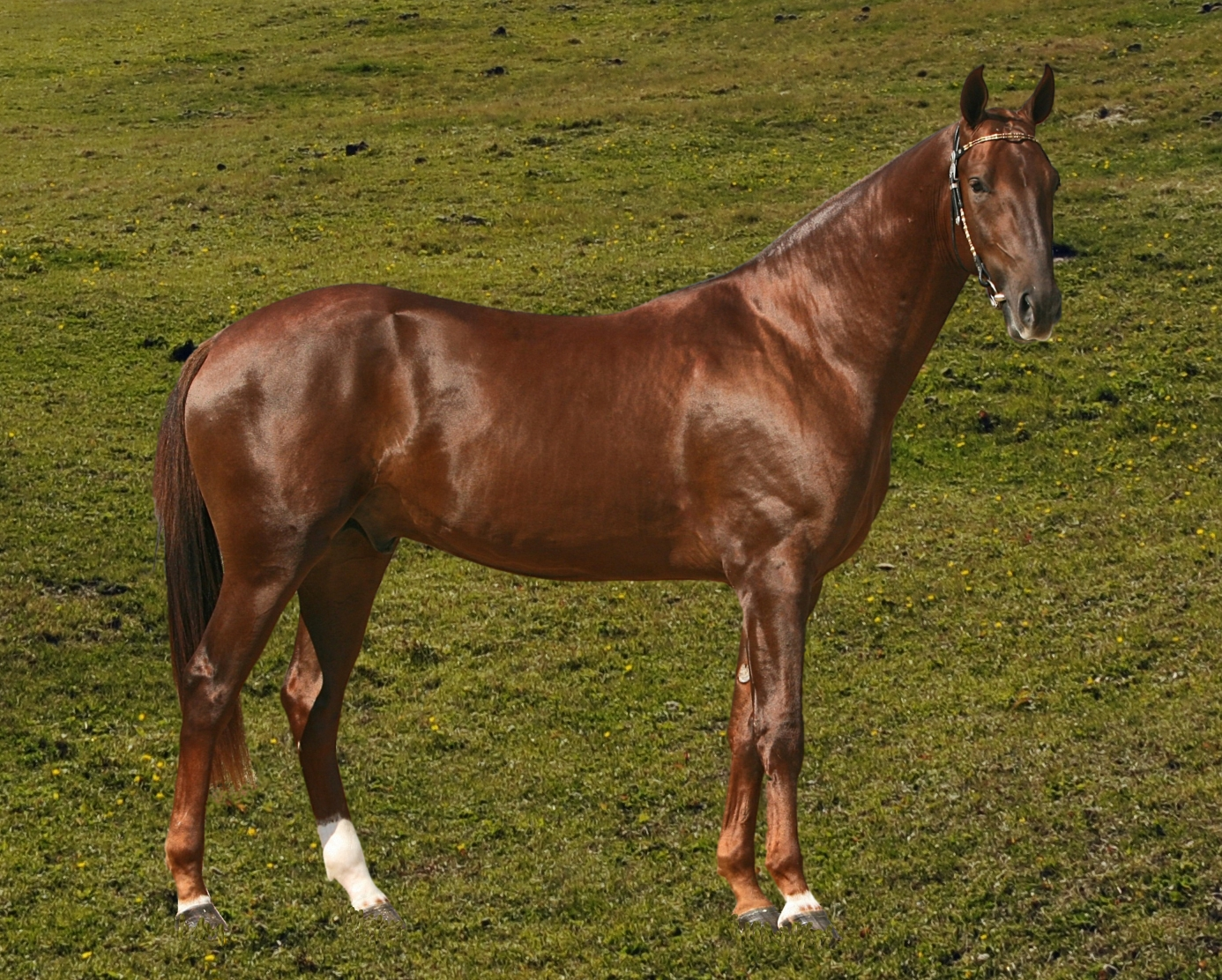
Кінь ахалтекінської породи рудої масті з блиском шерсті.
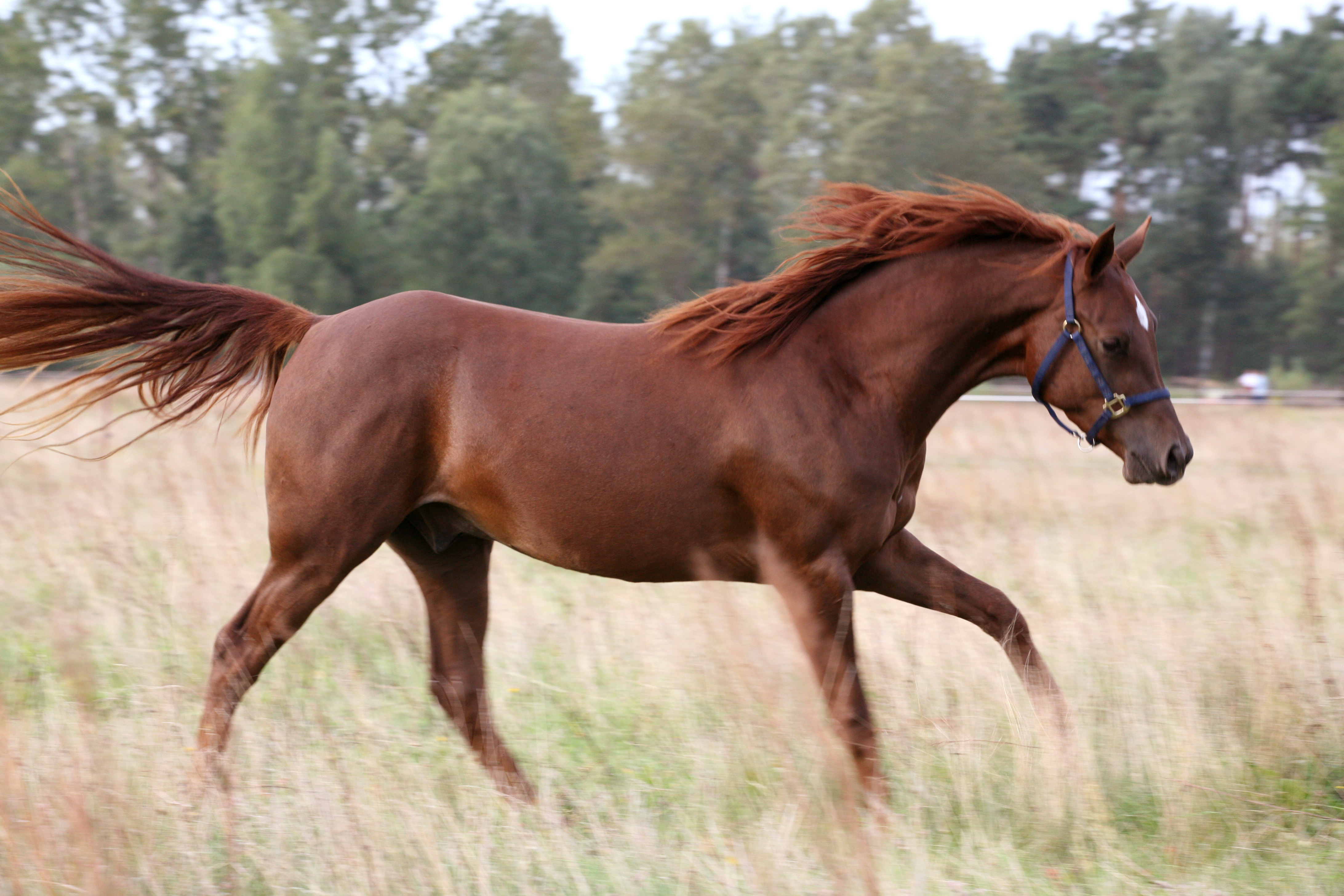
Кінь арабської породи вогняно-рудої масті.
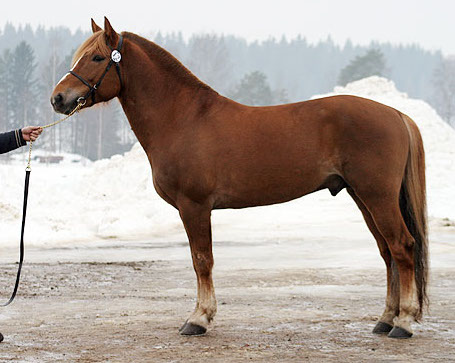
Кінь фінської породи типового відтінку рудої масті.
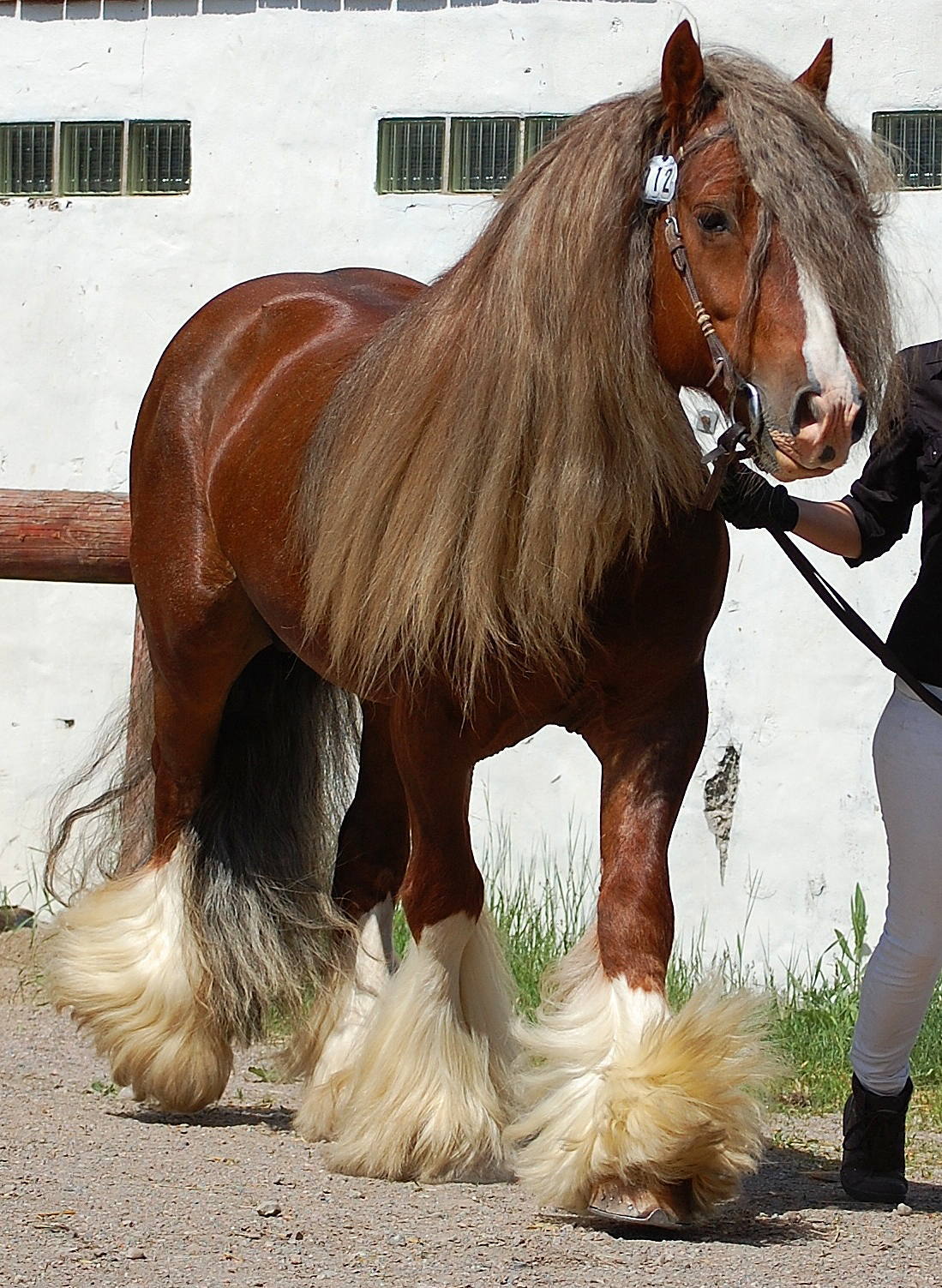
Кінь ірландської (тінкер) породи вугільно-ігреневого відтінку рудої масті.
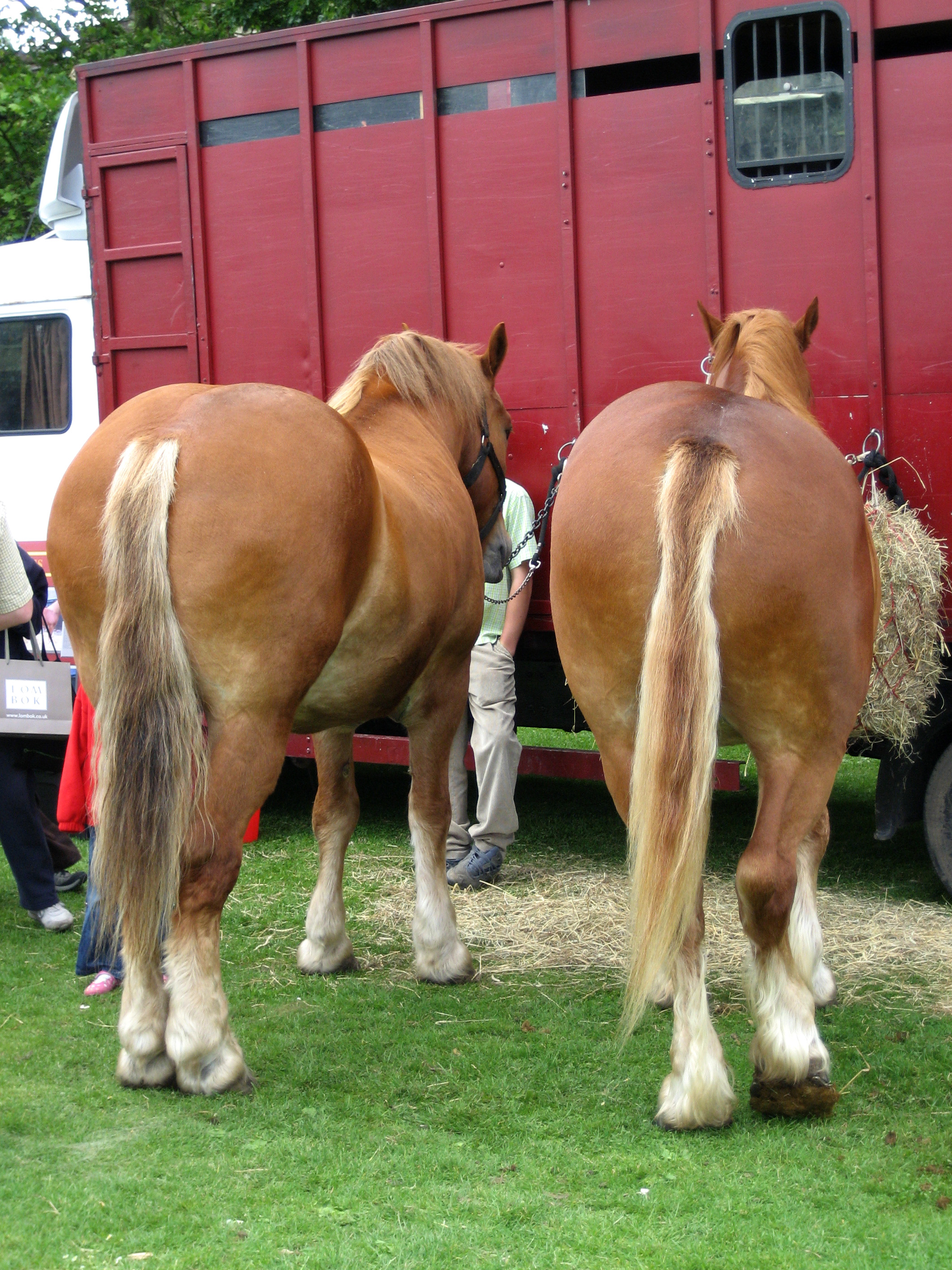
Коні суффолькської породи рудої масті з освітленим захисним волоссям.
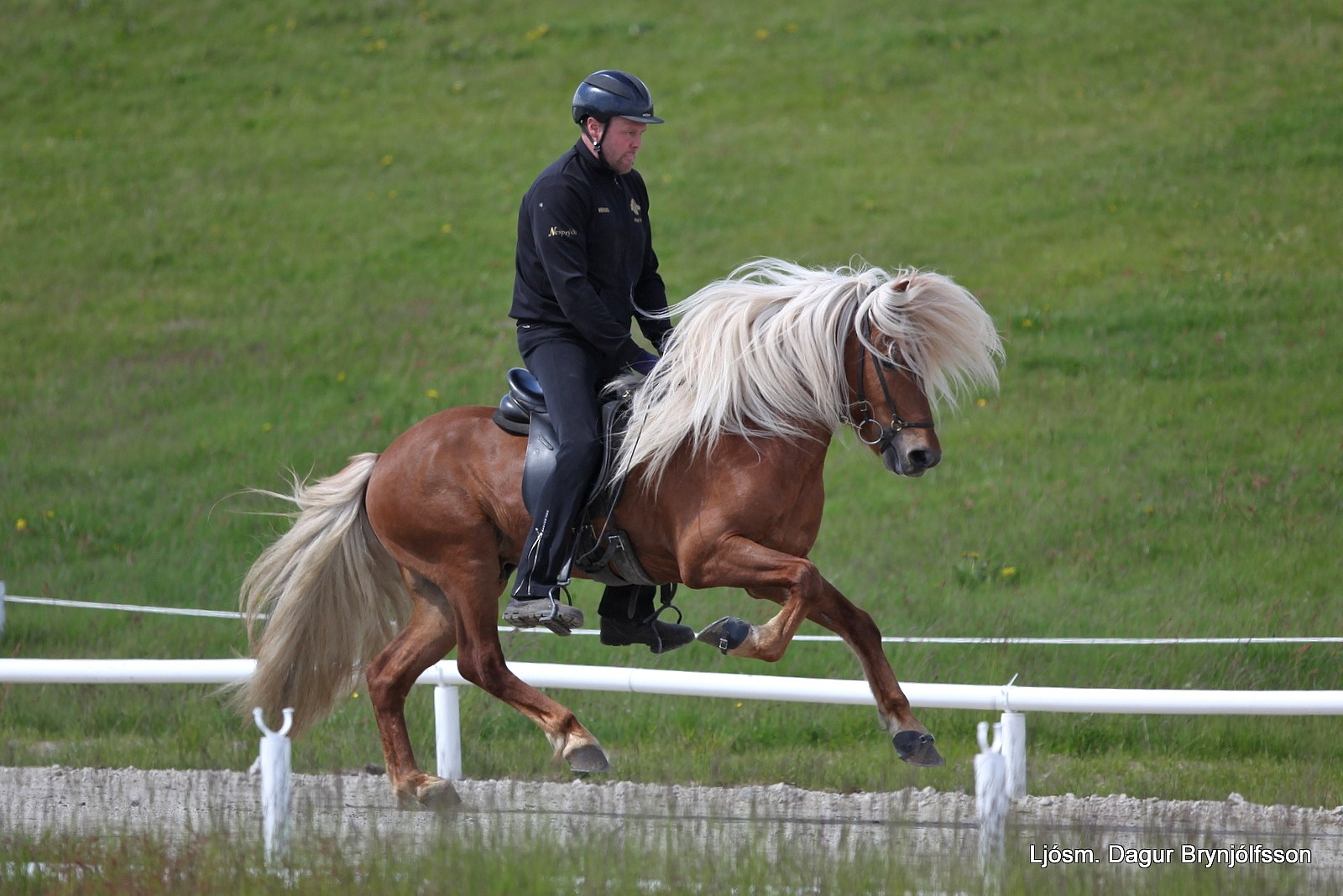
Кінь ісландської породи ігреневого відтінку рудої масті.
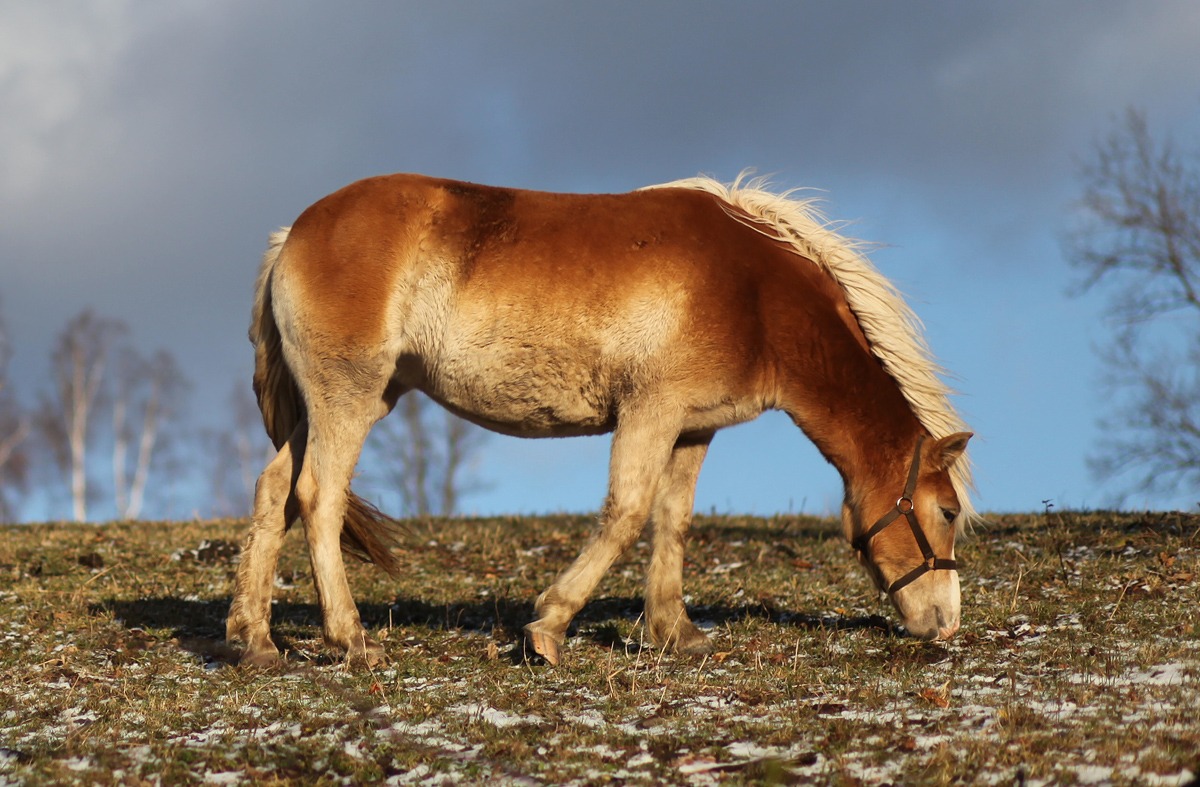
Кінь породи хафлінгер ігренево-підласого відтінку рудої масті.
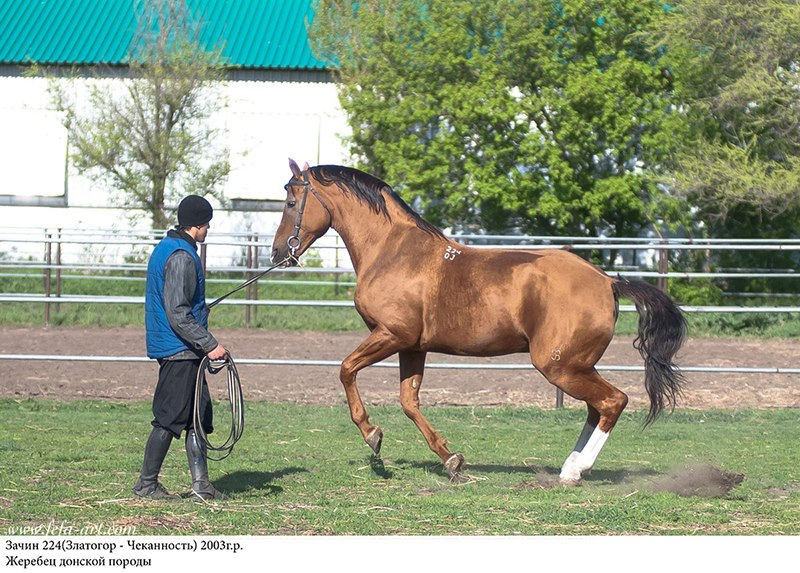
Кінь донської породи вугільно-рудої масті з блиском шерсті.
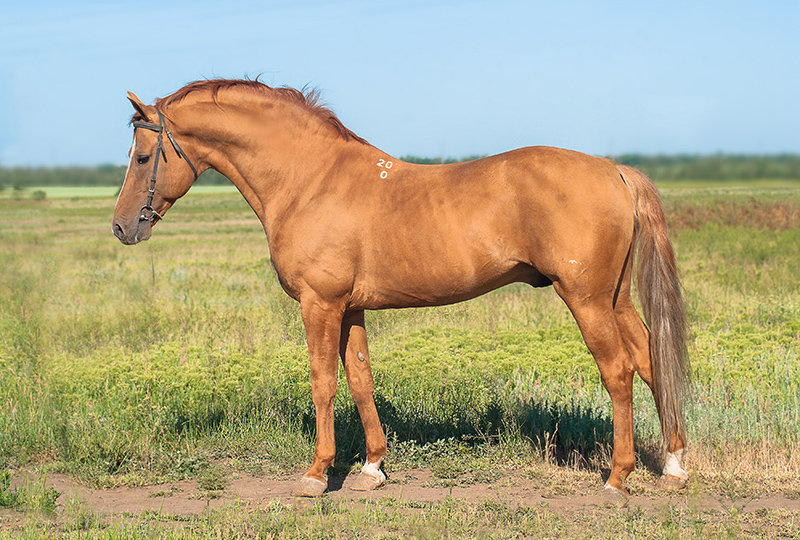
Кінь донської породи світлого відтінку рудої масті з блиском шерсті.
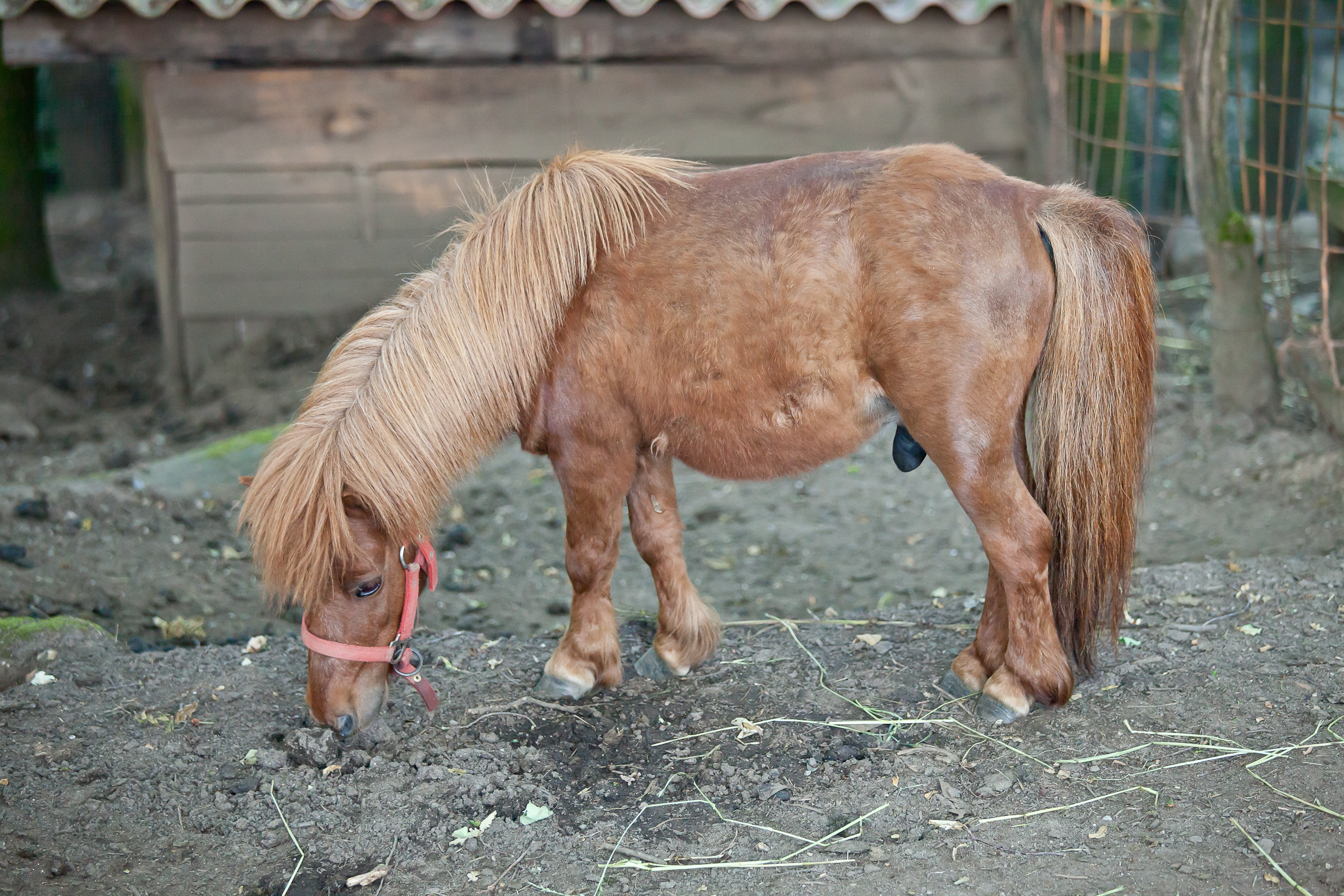
Поні світлого відтінку рудої масті.
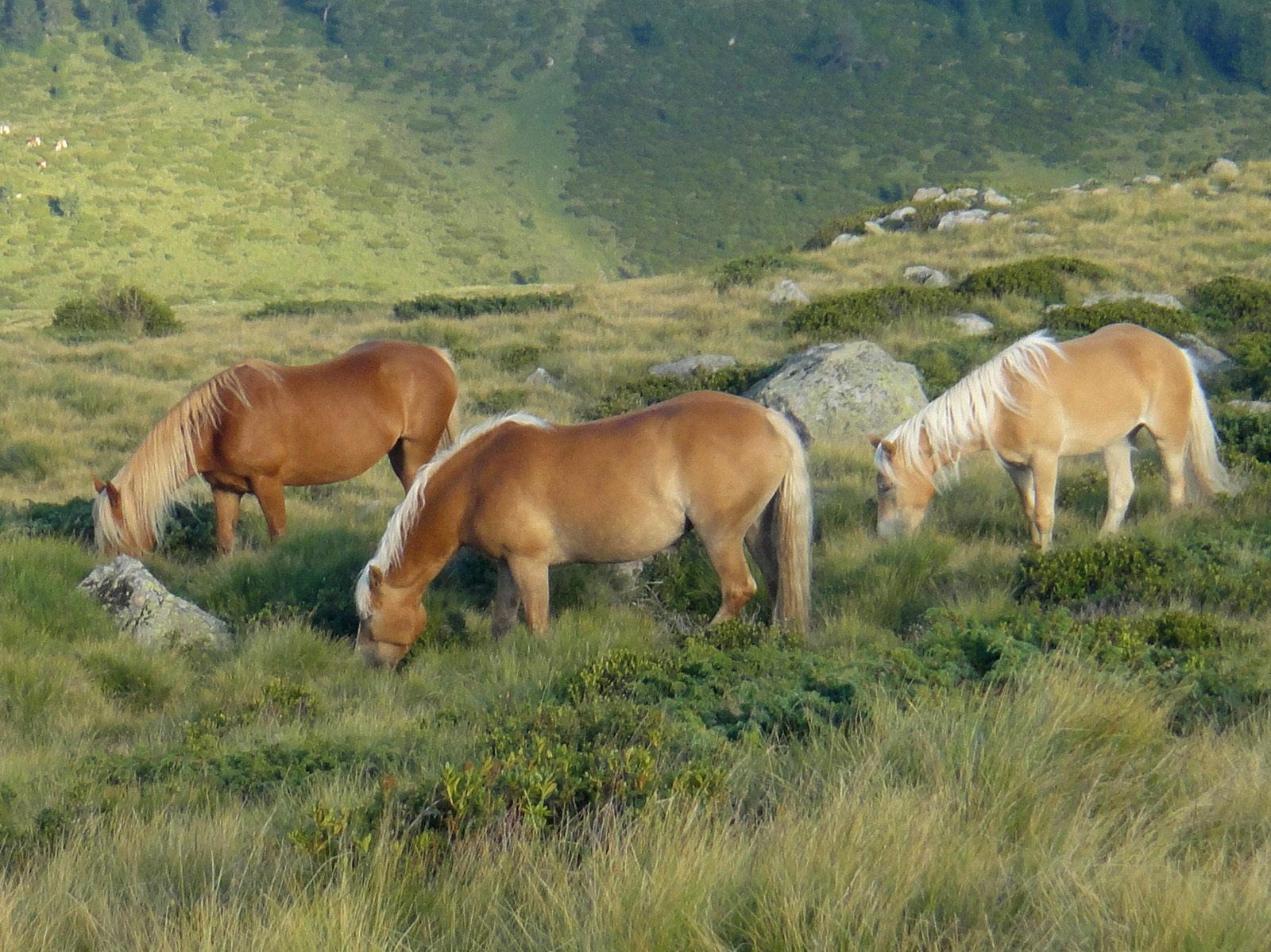
Коні породи хафлінгер рудої масті з освітленим захисним волоссям та ігреневого відтінків.
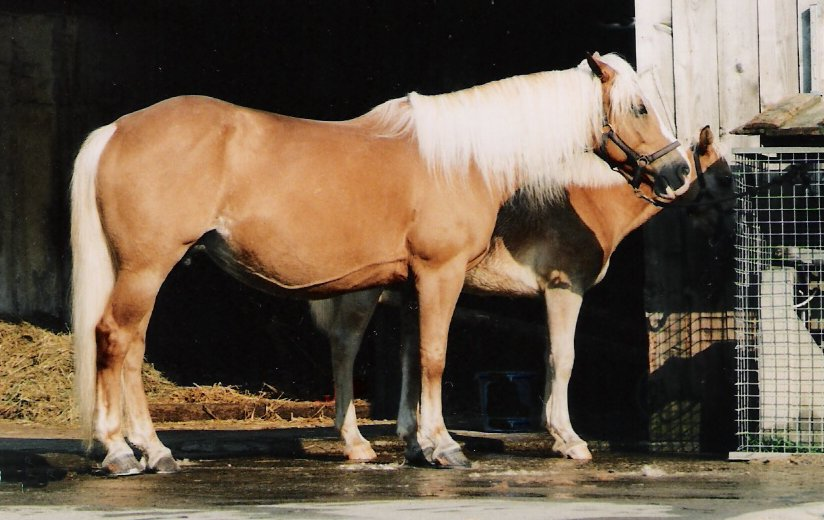
Кінь породи хафлінгер світло-ігреневого відтінку рудої масті.

## Поширення
Руда масть зустрічається в багатьох породах коней і в деяких є єдиною, ця масть вважається найпростішою для виокремлення в цілій популяції, адже вона не має можливості розщепитись на інші, на відміну від гнідої та вороної мастей. Деякі породи коней мають особливі відтінки рудої масті, які умовно закріплені в окремих популяціях донських коней та кабардинців (вугільно-рудий відтінок, золотистий блиск шерсті), хафлінгерів (ігренева та руда з освітленим захисним волоссям), шварцвальдців та норікерів (бура, темно-ігренева, вугільно-ігренева), коней породи морган (вугільно-руда, вугільно-бура), хоча різноманіття відтінків рудої масті може бути притаманним будь-якій породі де є руда масть - андалузький, арабський чистокровний, арденський, бельгійський робочий, будьонівський, лузитанський, новоолександрівський ваговоз, чистокровний верховий, український верховий, торійський, тінкер тощо.

## Ген Extension
За руду масть відповідає подвійний набір рецесивних алелів ("е") гену Extension. Цей ген є своєрідним перемикачем між вороною та рудою мастю. Лише тоді, коли ген знаходиться в рецесивно-гомозиготному стані ("ее"), "чорний" пігмент відсутній у шерсті та волоссі, натомість синтезується "рудий" тип пігменту – феомеланін. Коні з генотипом "ее" мають фенотип рудої масті, окрім випадків, коли присутні інші гени, що впливають на масть коня. Руда масть є однією з базових, це означає, що вона також відповідає за конкретні похідні масті: солову, ізабелову (вершкового типу), кауру (рудо-саврасу), рудо-рябу, рудо-чубару, золоту шампанську, рудо-чалу та їх комбінації, навіть у сірої та білої мастей вона може виступати базовою мастю (окрім випадків, коли базова масть ворона або гніда).

## Символізм
Руду масть коней можна спостерігати на найрізноманітніших витворах мистецтва, як минулого, так і сучасного. Багато відомих коней були рудої масті, які досягли успіху як в спорті, так і в кіннозаводстві в цілому. Деколи дуже яскравих, вогняно-рудих коней асоціюють з одним із чотирьох коней вершників Апокаліпсису через їх майже червоний колір шерсті та волосся. Попри існування міфів про зв'язок між мастю коня та його характером, коні рудої масті можуть бути як запальними, холеричними, так і спокійними, флегматичними, що не залежить від пігментації хутра. Коней рудої масті в літературі так і описують рудими, іноді порівнюючи їх з залізною рудою чи подібними за кольором шерсті живими та неживими предметами, звертаючи увагу на відмітини, якщо такі є.
«І тут дзвінко заіржав рудий кінь з білою зіркою на лобі» (О. Донченко).
«Рудий ситий кінь водить мідними боками, перебирає ногами, випинає дугою лискучу шию, кусає трензеля» (Г. Тютюнник).
«Гасає на рудому жеребці Гнат. Сідло рипить, із мундштуків - шматками піна» (Г. Тютюнник).
«Кобила Муська на естраді виступати не збиралася. Вона була звичайна собі кобила, руда, з білою лисиною і сонними кобилячими очима» (В. Нейстайко).
«Біжать кобили, стрибає ззаду руде лоша...» (О. Вишня).
«Прошепотів він до Лучука, — Рудого (коня) не візьмеш!» (П. Загребельний).
«Другим прийшов Карайгир табунника Жайсака, а третім — рудий огир Джантемир-бая, зрадивши всі його розрахунки й сподівання» (З. Тулуб).

Коні рудої масті в живописі.
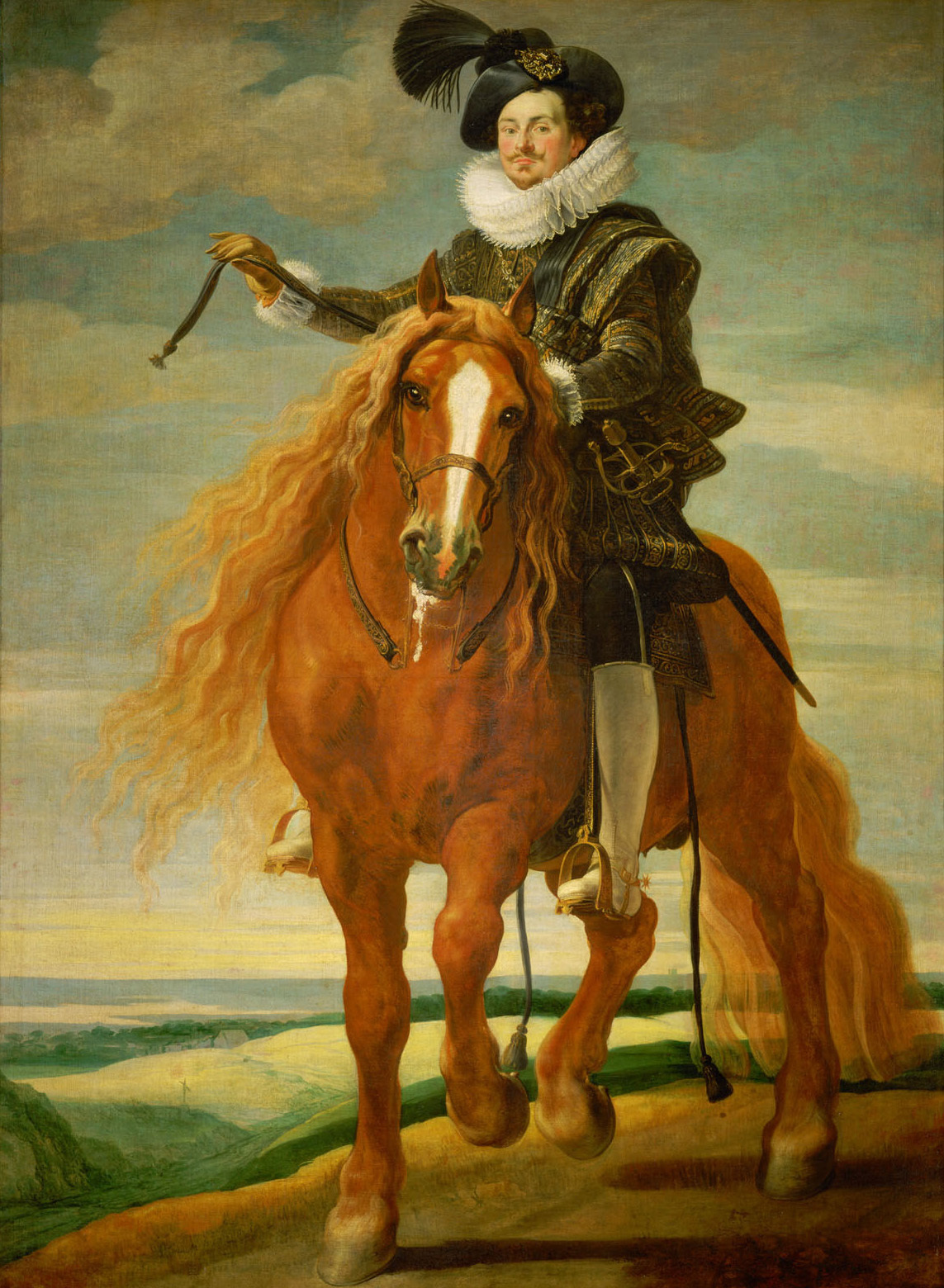
Кінний портрет маркіза де Леганес, 1628, фламандський художник Гаспар де Крайєр.
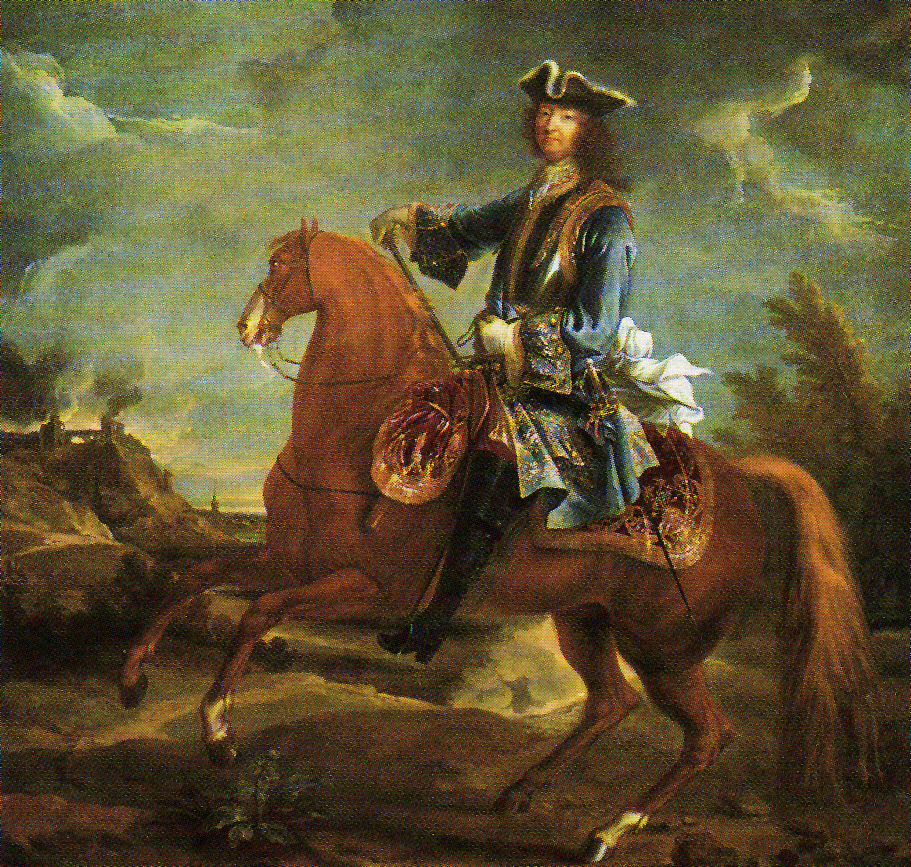
Кінний портрет Людовика XIV, 1704, невідомий художник.
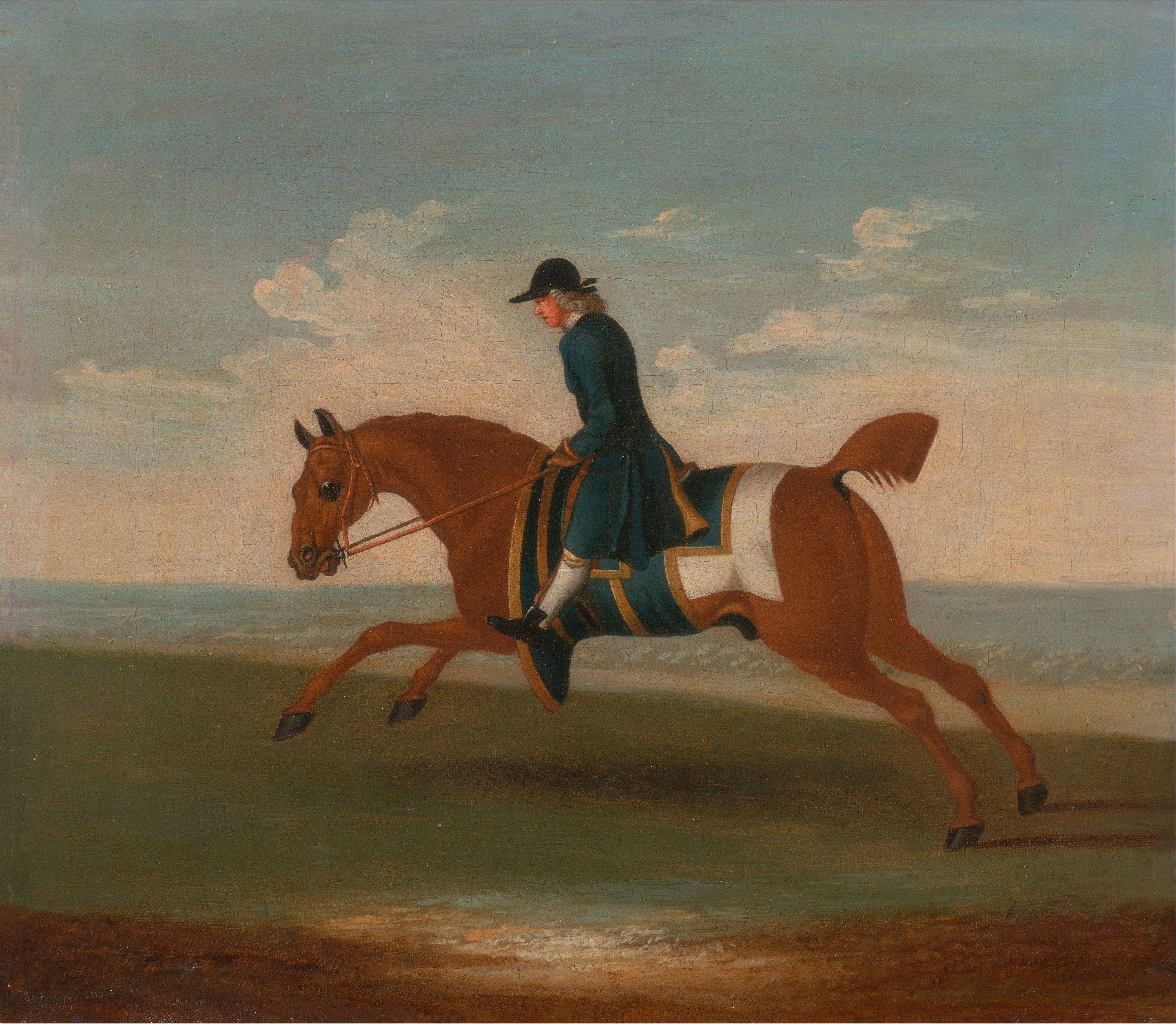
Один з чотирьох портретів скакових коней і тренера у синьому пальто, 1730, англійський живописець Джеймс Сеймур.
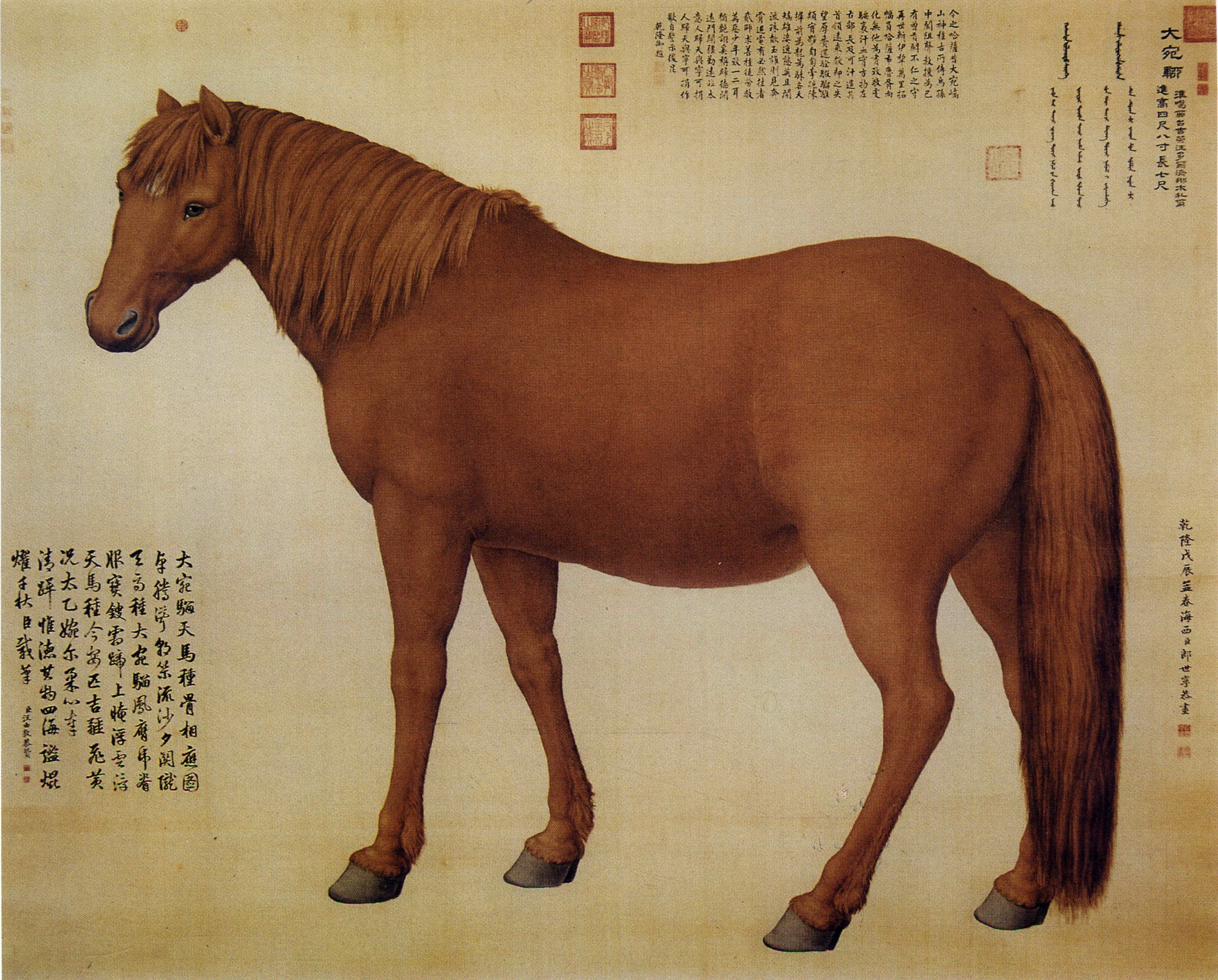
Кінь, 1748, італійський художник Джузеппе Кастільйоне.
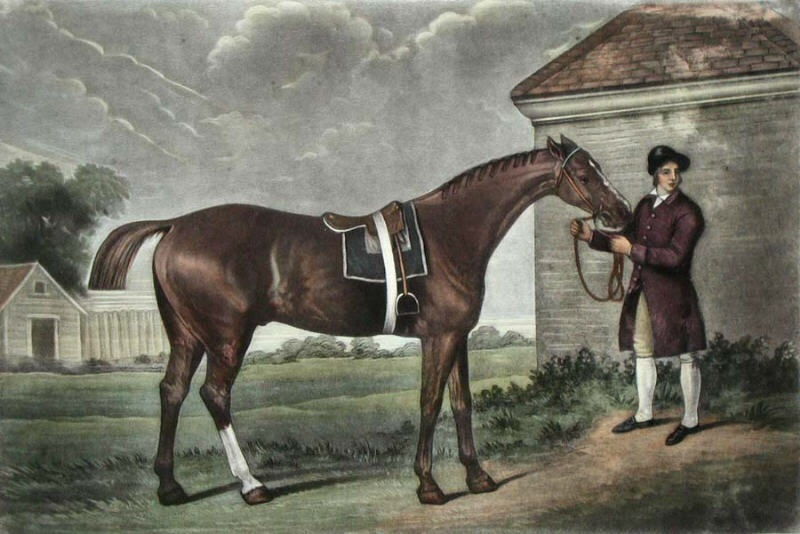
Екліпс з грумером, 18 ст., англійський живописець Джордж Стаббс.
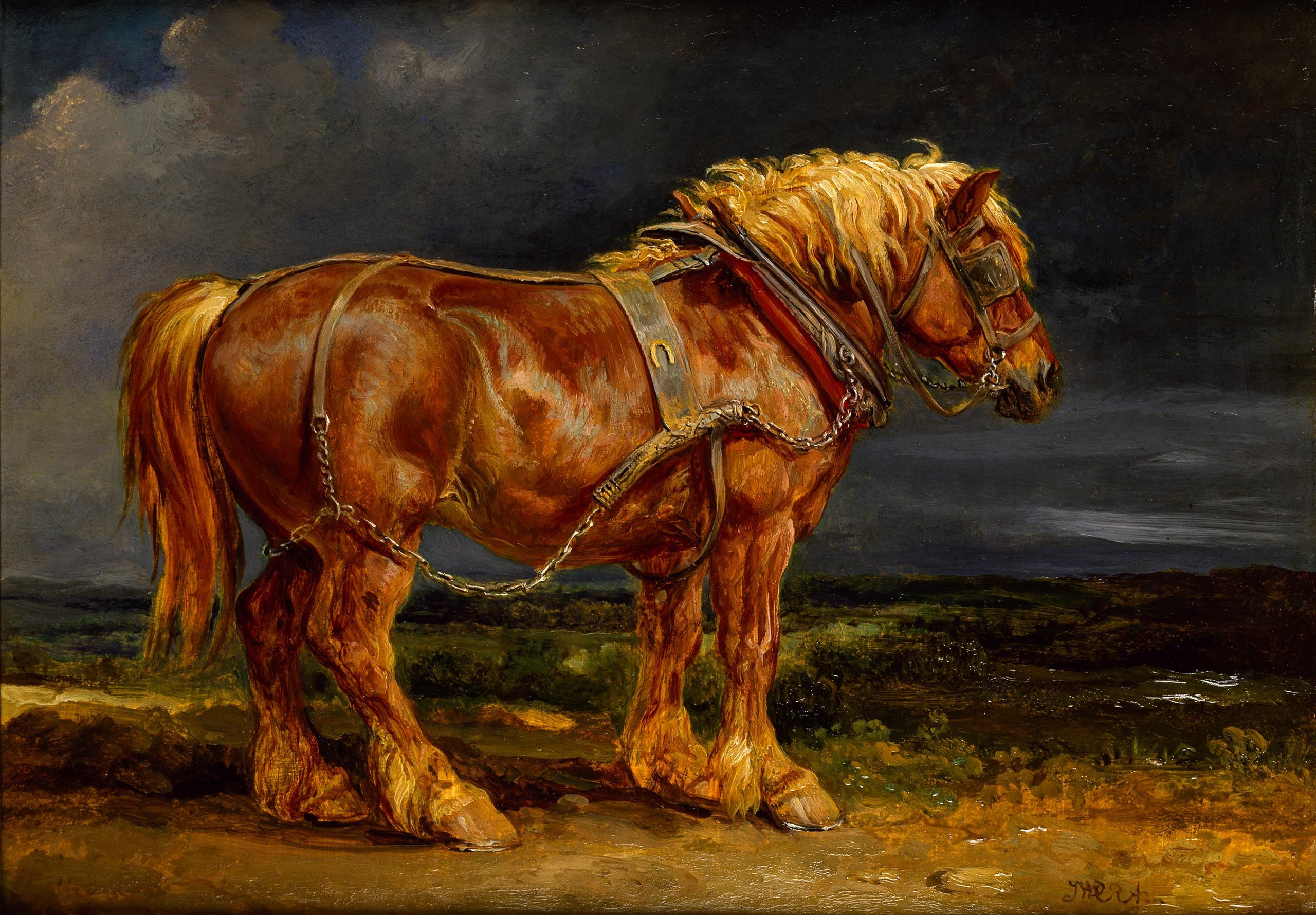
Кінь, 18 ст., британський живописець Джеймс Ворд.
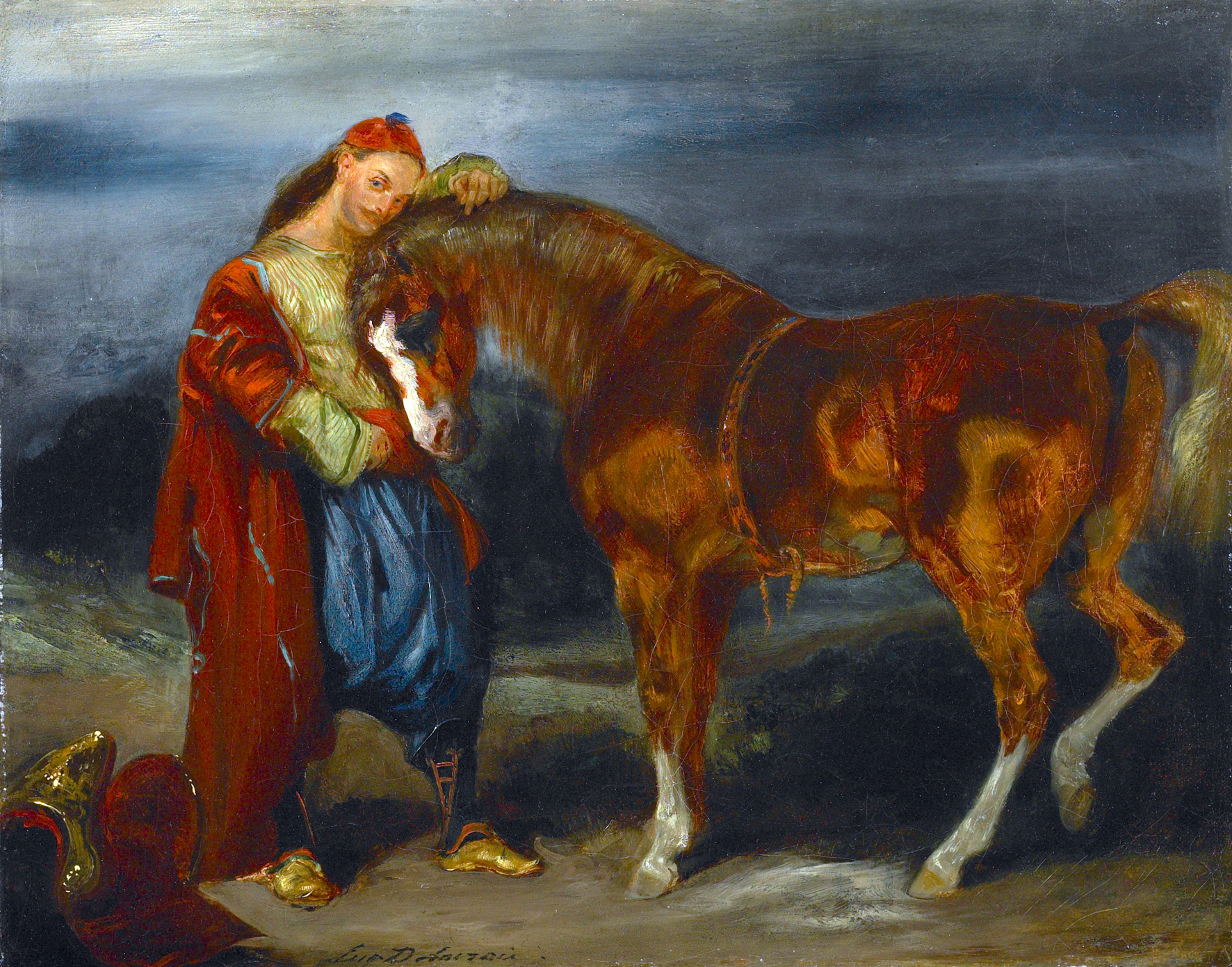
Молодий турок пестить свого коня, 1825, французький художник Ежен Делакруа.
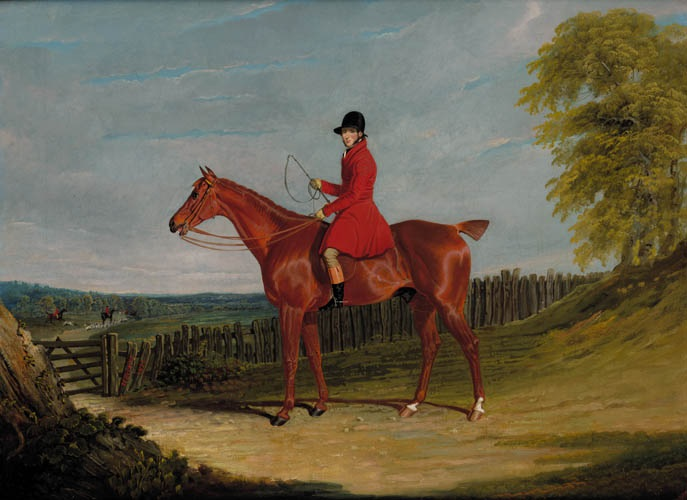
Кінний портрет 12-го графа Еглінтона та Вінтона в полюванні в Пінкс, 1826, англійський художник Джон Фредерік Херрінг-старший.
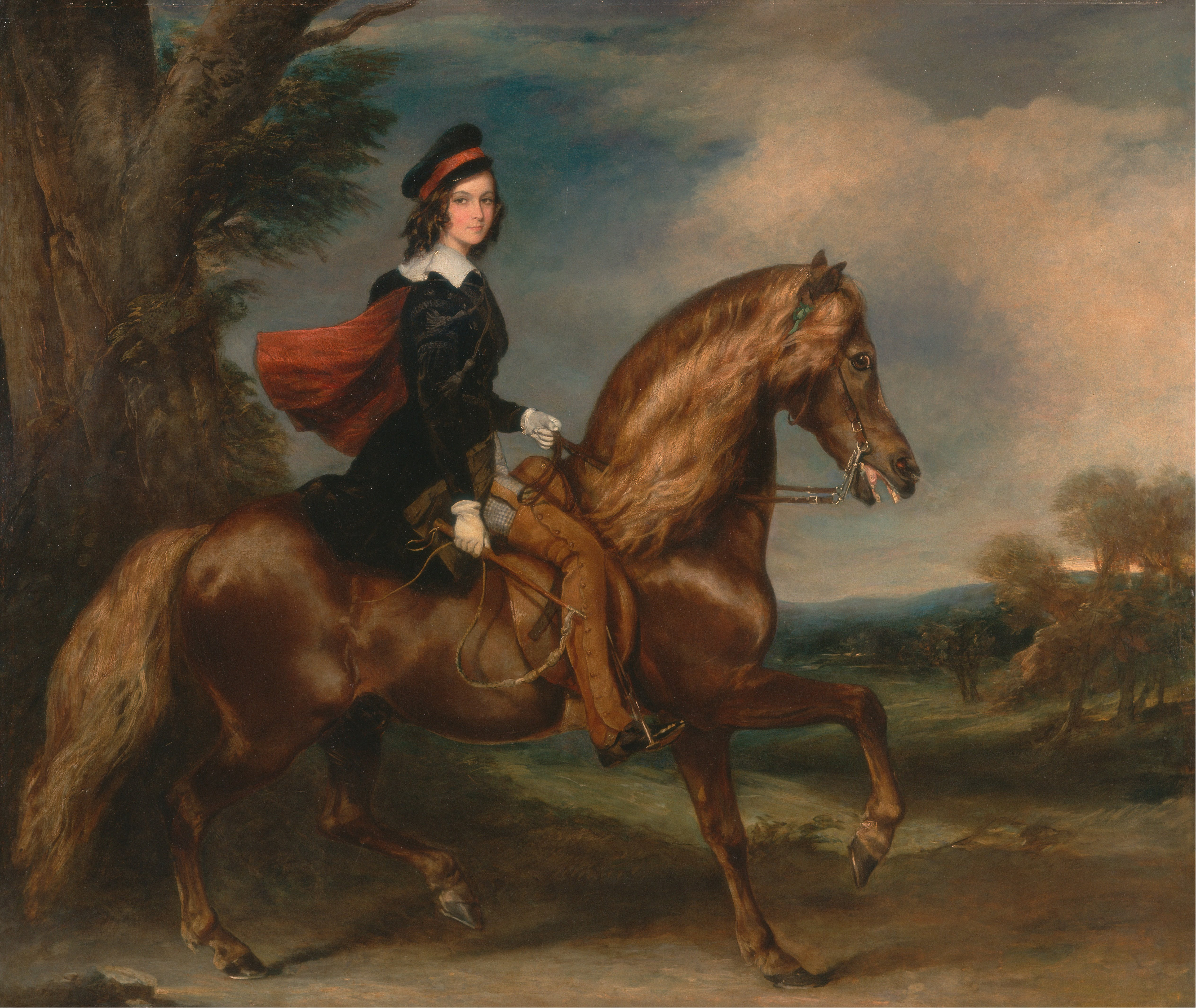
Джеймс Кіт Фрейзер, 1844, шотландський живописець Френсіс Грант.
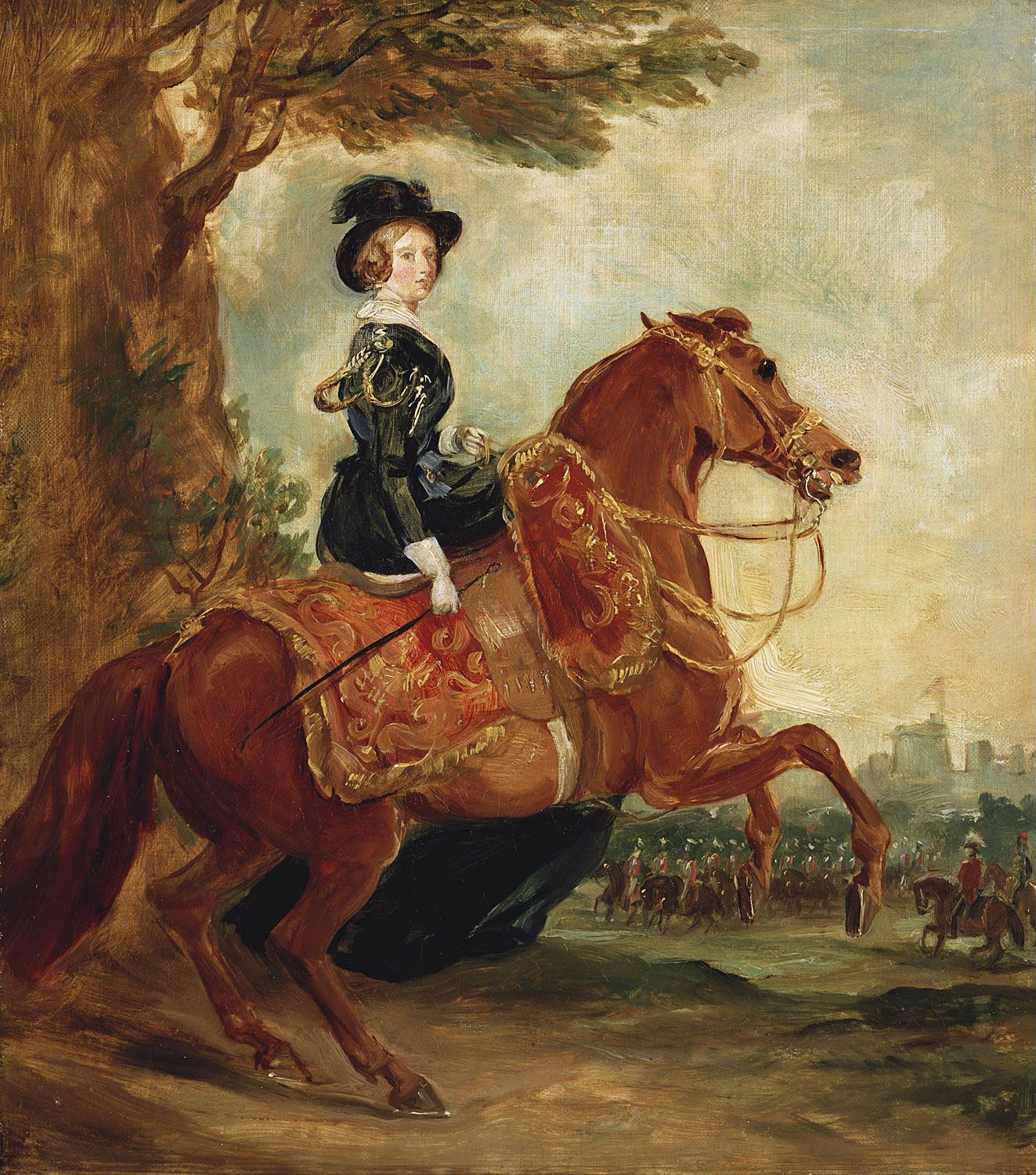
Королева Вікторія (1819-1901) на коні, 1845, шотландський живописець Френсіс Грант.
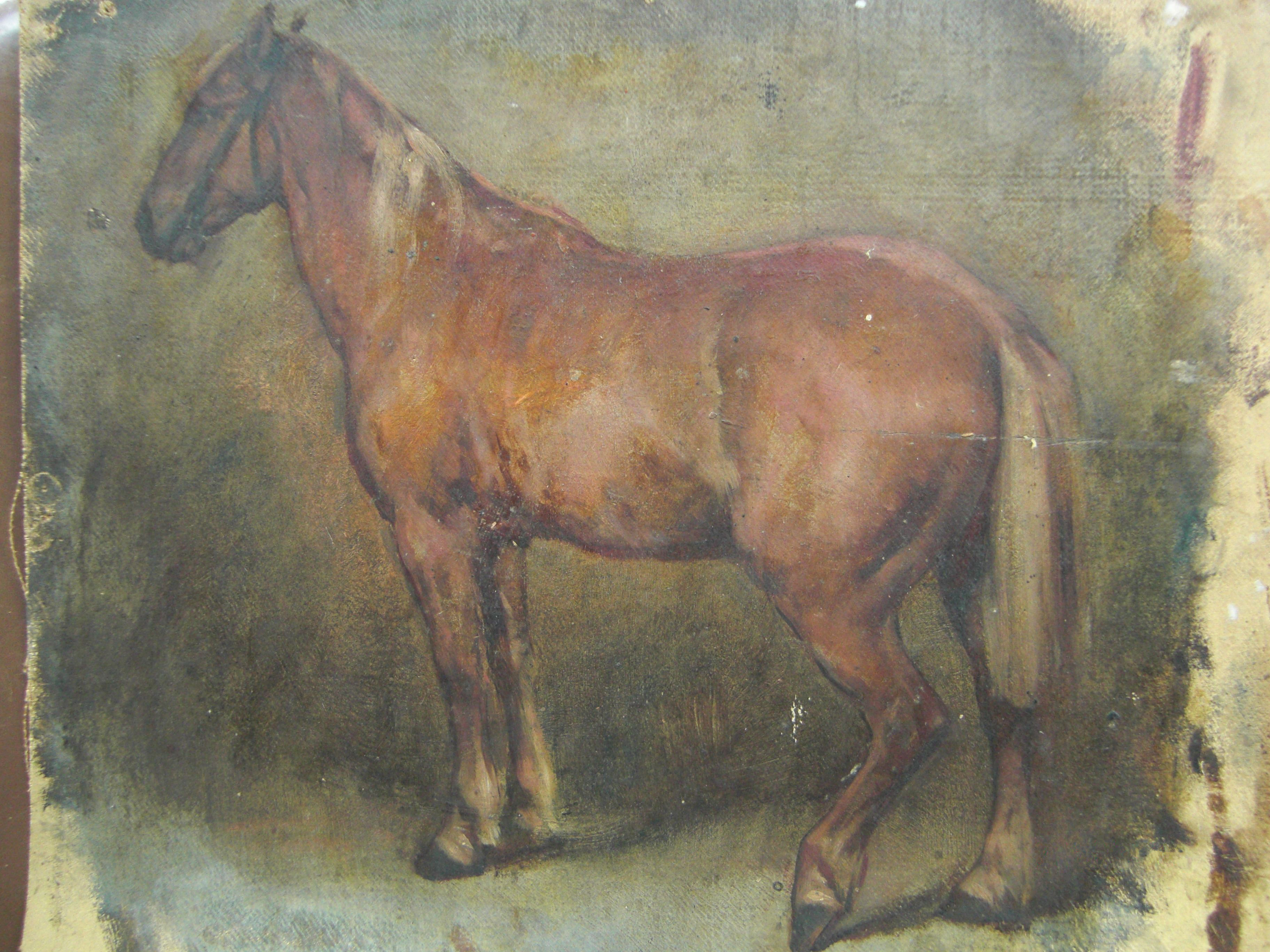
Розсідланий кінь, 1856, німецький живописець Ернст Гільдебранд.
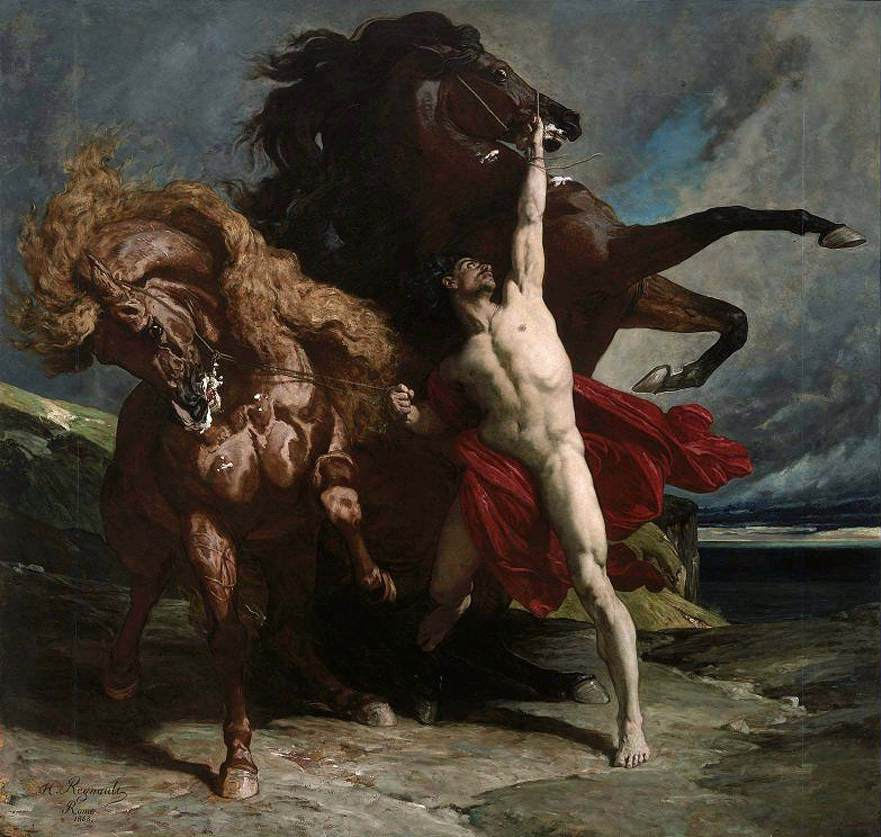
Балій і Ксанф, 1868, французький художник Анрі Реньо.
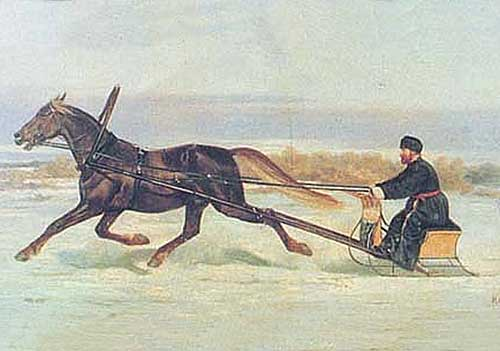
Орловський рисак Сокіл на їзді, 19 ст., Микола Сверчков.
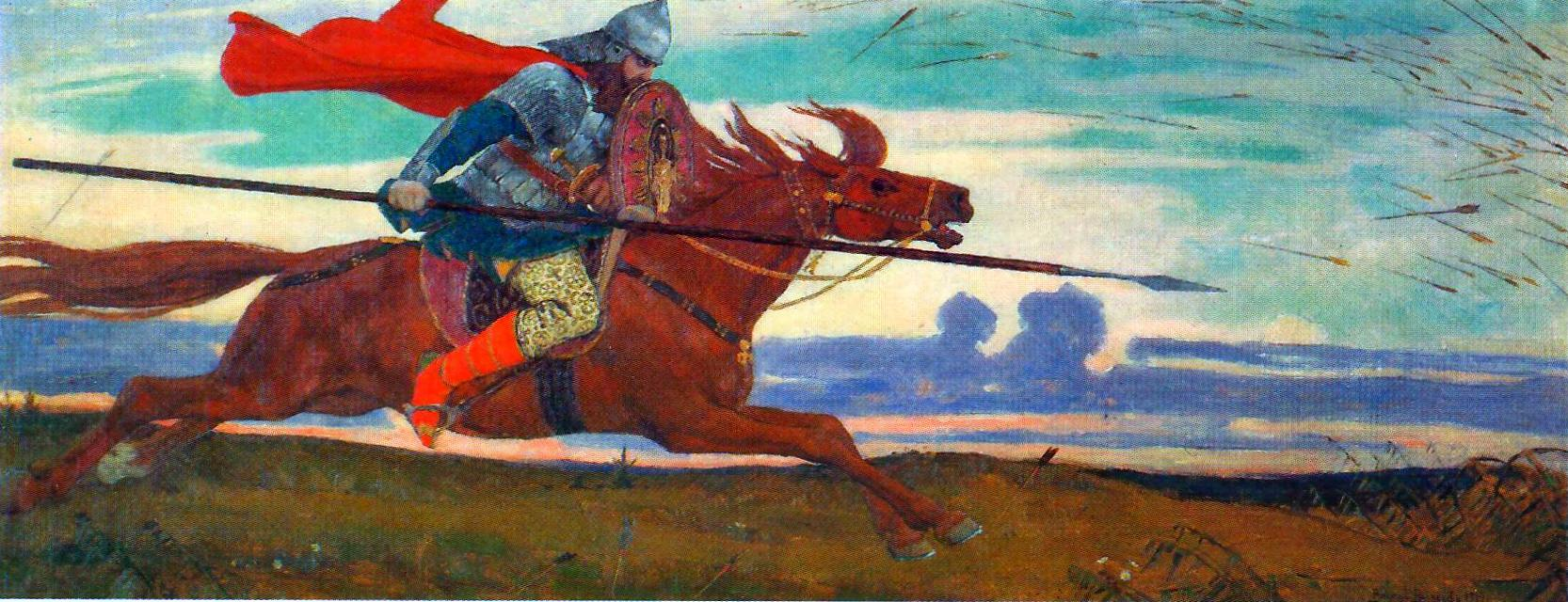
Один у полі воїн, 1914, Віктор Васнецов.